# 伊日·亚当
伊日·亚当（捷克語：Jiří Adam，1950年10月12日—），捷克男子击剑、现代五项运动员。他曾代表捷克斯洛伐克参加1976年和1980年夏季奥林匹克运动会，其中1976年奥运会获得一枚银牌。